# Britt Raaby
Britt Biltoft Raaby (Esbjerg, Dinamarca, 20 de enero de 1978) es una nadadora retirada especializada en pruebas de estilo libre. Fue medalla de bronce en la prueba de 4x200 metros libres en el Campeonato Europeo de Natación de 1997.
Representó a Dinamarca en los Juegos Olímpicos de Atlanta 1996.

## Palmarés internacional
| Campeonato Europeo de Natación | Campeonato Europeo de Natación | Campeonato Europeo de Natación | Campeonato Europeo de Natación |
| Año                            | Lugar                          | Medalla                        | Prueba                         |
| ------------------------------ | ------------------------------ | ------------------------------ | ------------------------------ |
| 1997                           | Sevilla (España)               | Medalla de bronce              | 4 × 200 m libre                |